# Сатч, Скриминг Лорд
Дэ́вид Э́двард Сатч (англ. David Edward Sutch, 10 ноября 1940, Хампстед — 16 июня 1999, Лондон), более известный как Скри́минг Лорд Сатч (рус. Кричащий/Вопящий Лорд Сатч) — британский рок-музыкант, позже — маргинальный политический лидер, основатель политической партии, известной как «Официальная чудовищно-бредовая партия полоумных».

## Биография
Дэвид Эдвард Сатч родился 10 ноября 1940 года. Сатч не имел отношения к английской аристократии, а псевдоним принял изначально в подражание Скримин Джею Хокинсу, позже добавив к нему вымышленный «титул»: Третий Граф Хэрроу (англ. 3rd Earl of Harrow).
Начав музыкальную карьеру в начале 1960-х годов, Лорд Сатч (так сокращённо стала именовать его пресса) оказался в числе пионеров шок-рока, во многом предвосхитив сценические эксперименты Элиса Купера. Выступая в сопровождении собственного ансамбля The Savages, он исполнял на сцене роли (чаще всего — Джека-Потрошителя, начиная каждое шоу восстанием из гроба), использовал в качестве сценических атрибутов кинжалы, черепа и манекены, нередко устраивал тематические гастрольные туры (так, в ходе Sutch and the Roman Empire Tour он и его музыканты были одеты римскими воинами).
Скриминг Лорд Сатч формально не мог считаться частью Британского вторжения, поскольку ни в США, ни в Британии хитов не имел. Однако он, согласно Allmusic, способствовал формированию фундамента этого феномена: через состав группы Сатча прошли такие известные музыканты как Джимми Пэйдж, Джефф Бэк, Ричи Блэкмор, Ники Хопкинс, Митч Митчелл.
Сатч признавался, что не обладает музыкальными способностями, однако его релизы имели определённый резонанс. Альбом Lord Sutch and Heavy Friends поднялся до #84 в списках Billboard 200, на самую известную песню Сатча, «Jack the Ripper», было сделано впоследствии несколько каверов (White Stripes, The Black Lips, The Horrors).
Покончил с жизнью 16 июня 1999 года, повесившись у себя дома в Южном Хэрроу.

## Избранная дискография

### Альбомы
- Lord Sutch and Heavy Friends (1970)
- Hands of Jack the Ripper (1972)
- Alive and Well (Live, 1980)
- Jack the Ripper (1982)
- Rock & Horror (1982)
- Story (Screaming Lord Sutch & The Savages, 1991)
- Live Manifesto (Live, 1992)
- Murder in the Graveyard (Live, 1992)
- Raving Loony Party Favourites (1996)
- Monster Rock (2000)
- Midnight Man EP (2000)
- Munster Rock (2001)